# Stadtkirche von Umeå

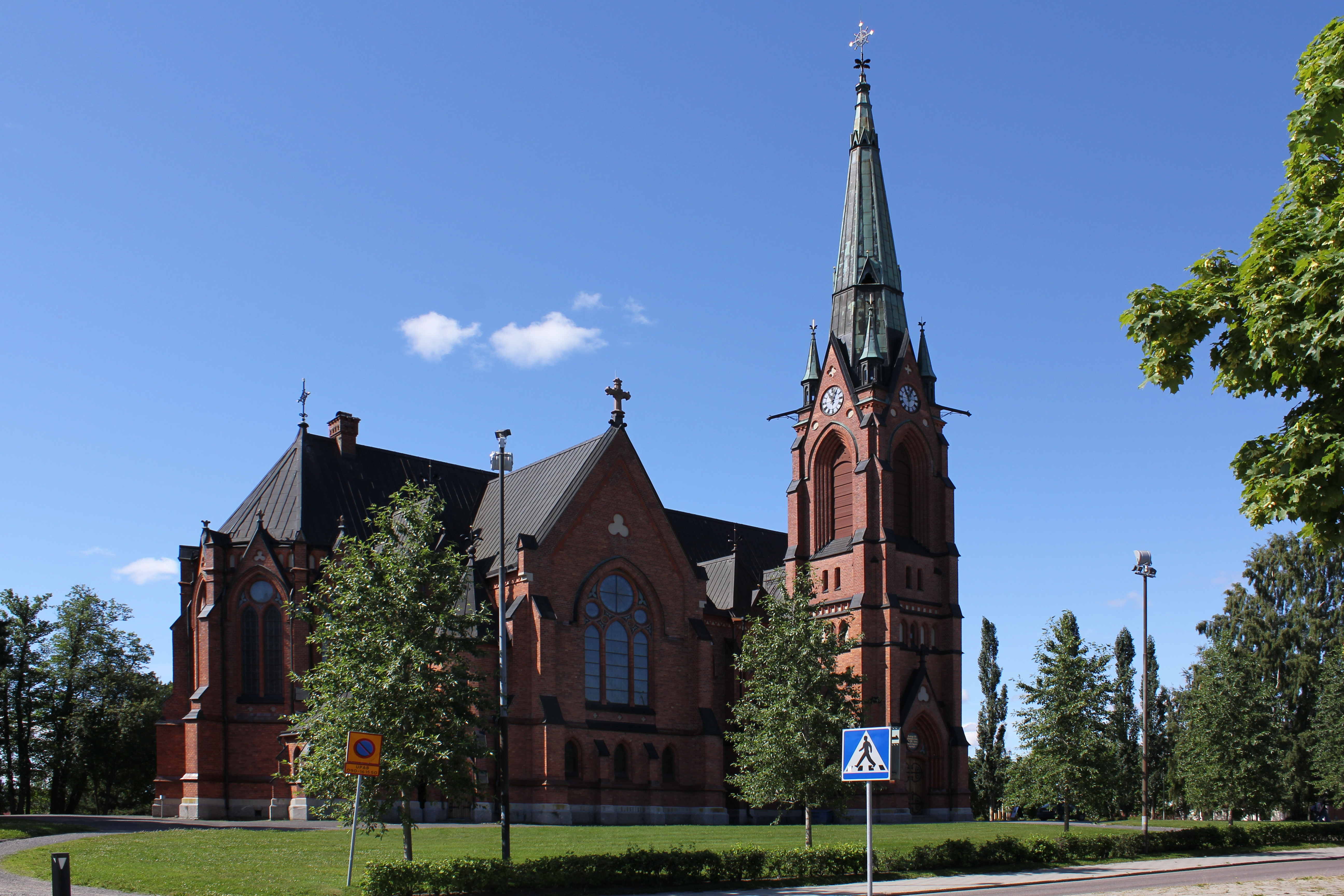
Stadtkirche (2012)

Die Stadtkirche von Umeå (schwedisch Umeå stads kyrka) ist eine evangelisch-lutherische Kirche im Zentrum von Umeå, zwischen Vänortsparken und dem Nordufer des Flusses Ume älv. Die Kirche wurde 1894 geweiht.
Die Kirche wurde von Stadtarchitekt Fredrik Lindström Olaus entworfen und als Backsteinbau ausgeführt. Zwischen 1892 und 1894 erbaut, ist sie die dritte Kirche auf derselben Stelle. Ihr ursprüngliches Aussehen wurde bei drei Restaurierungen mit Erweiterungen leicht verändert.